# Alfredo Piatti

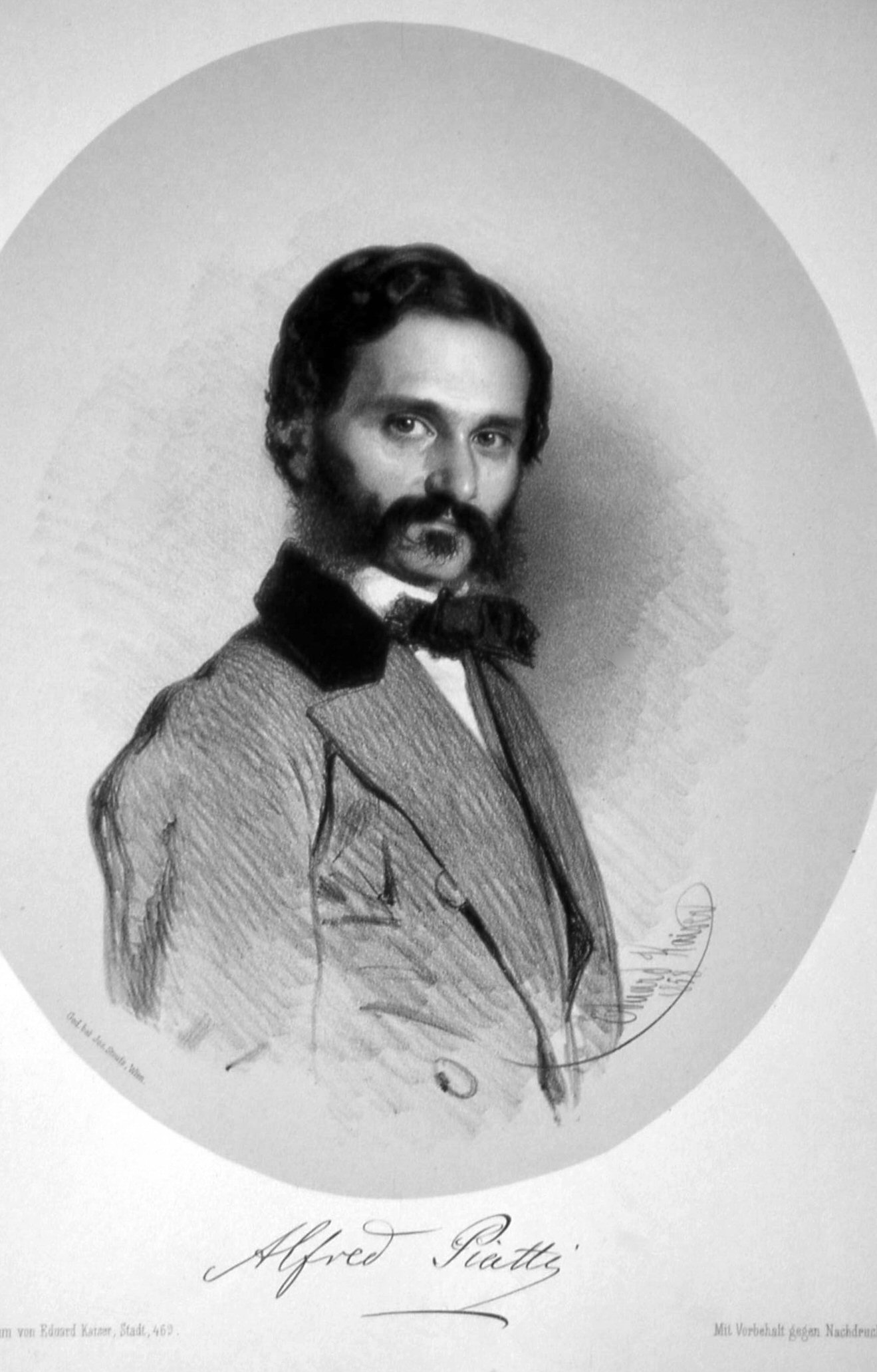
Alfredo Piatti, Lithographie von Eduard Kaiser, 1858

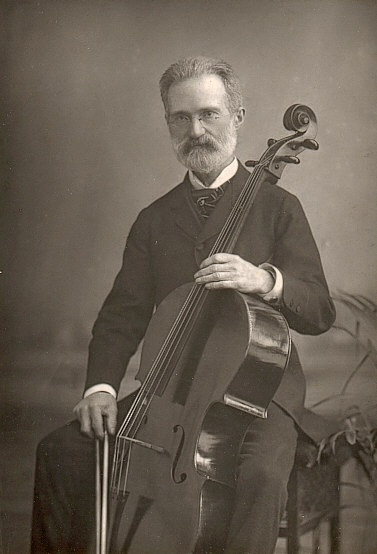
Alfredo Piatti

Alfredo Carlo Piatti (* 8. Januar 1822 in Bergamo; † 18. Juli 1901 in Mozzo bei Bergamo) war ein italienischer Cellovirtuose und Komponist.

## Leben und Werk
Alfredo Piatti wurde von seinem Vater Antonio Piatti und von Gaetano Zanetti ausgebildet; zwischen 1832 und 1837 studierte er am Konservatorium von Mailand. Bereits 1834 debütierte er in Mailand als Cellovirtuose. 1838 unternahm er seine erste Europatournee. 1843 trat er mit Franz Liszt in München auf, 1844 debütierte er zunächst in Paris, dann in London, wo er unter Felix Mendelssohn Bartholdy auftrat, der angeblich ein Cellokonzert für ihn schreiben wollte.
1856 heiratete er in Woodchester bei Stroud die Sängerin und Pianistin Mary Ann Lucy Welsh, die einzige Tochter von Thomas Welsh, einem bekannten Gesangspädagogen. Anschließend zog er mit ihr nach London. Dort war er von 1859 bis 1898 Erster Cellist und Solist der Londoner „Samstags- und Montagskonzerte“ und unternahm daneben ausgedehnte Konzertreisen ins Ausland. Im Jahr 1898 beendete Alfredo Piatti sein aktives Konzertleben und seine Lehrtätigkeit, verließ England und kehrte „in den Ruhestand“ nach Italien zurück. Er starb 1901 in der Villa Crocetto in Mozzo bei Bergamo.
In England wurde Alfredo Piatti als Künstler und als Lehrer populär. Er war einer der führenden Musiker der Londoner „Popular Concerts“ und spielte ab 1859 lange Zeit in einem Streichquartett mit Joseph Joachim (1. Violine), Louis Ries (2. Violine) und Henry Webb (Viola, später Ludwig Strauss) bei der Londoner Beethoven Quartet Society. Er unterrichtete an der Royal Academy of Music und zählte unter anderem die Cellisten Robert Hausmann, Hugo Becker und W. E. Whitehouse zu seinem Schülerkreis.
Er komponierte zwei Cellokonzerte, ein Concertino für Cello, sechs Cellosonaten, ein „Quartettino“ für vier Celli („In Vacanza“, 1891), Lieder mit Cellobegleitung und Solostücke und schrieb eine Celloschule. Besonders bekannt sind seine 12 Capricci für Violoncello solo, die auch als „Neues Testament“ (im Gegensatz zu den 6 Suiten von Bach – dem „Alten Testament“) der Celloliteratur bezeichnet werden.